# Бензидамін
Бензидамін (також відомий як Tantum Verde і під торговою маркою в деяких країнах Maxtra Gargle, Difflam і Septabene), доступний як гідрохлоридна сіль, є місцевою дієюнестероїдного протизапального препарату (НПЗЗ) з місцевими анестетичними та знеболювальними властивостями для полегшення болю та протизапального лікування запальних станів порожнини рота та горла. Він належить до класу хімічних речовин, відомих як індазол.

## Історичні факти
Він був синтезований в Італії в 1964 році та вийшов на ринок в 1966 році

## Використання

### Медичне
- Одонтостоматологія : гінгівіт, стоматит, глосит, афти, стоматологічні операції та виразки порожнини рота внаслідок променевої терапії.
- Оториноларингологія: інфекційний мононуклеоз, фарингіт, тонзиліт, мукозит після тонзилектомії, променевий або інтубаційний.

Його можна застосовувати окремо або як доповнення до іншої терапії, що дає можливість підвищення терапевтичного ефекту з невеликим ризиком взаємодії.
На деяких ринках препарат поставляється у вигляді безрецептурного крему (Lonol у Мексиці від Boehringer Ingelheim), що застосовується для місцевого лікування захворювань опорно-рухового апарату: розтягнень, розтягнень, бурситу, тендиніту, синовіту, міалгії, періартриту.

### Рекреаційне
Бензидамін використовується в рекреаційних цілях. При передозуванні діє як деліріант і стимулятор ЦНС. Про таке використання, особливо серед підлітків, було зареєстровано в Бразилії, Польщі, Румунії та Туреччині. 

## Протипоказання
Протипоказань до застосування бензидаміну немає, за винятком відомої гіперчутливості.

## Побічні ефекти
Бензидамін переноситься добре. Іноді можуть виникати оніміння тканин ротової порожнини або відчуття печіння, а також свербіж, шкірний висип, набряк або почервоніння шкіри, утруднене дихання та хрипи.

## Фармакологія
Він вибірково зв'язується із запаленими тканинами (інгібітор простагландинсинтетази) і, як правило, не має побічних системних ефектів. На відміну від інших НПЗЗ, він не пригнічує циклооксигеназу або ліпооксигеназу і не є ульцерогенним. Він має потужний зміцнюючий ефект і має перехресну сенсибілізацію з наркотиками, такими як героїн і кокаїн у тварин. Передбачається, що він має агоністичну дію на канабіноїди.

### Фармакокінетика
Бензидамін погано всмоктується через шкіру та інтравагінально.

## Синтез

Синтез бензидаміну:

Синтез починається з реакції N -бензильного похідного з метилантранілату з азотистою кислотою з утворенням N -нітрозопохідного. Відновлення за допомогою тіосульфату натрію призводить до тимчасового гідразину (3), який зазнає спонтанного внутрішнього утворення гідразиду. Обробка еноляту цього аміду 3-хлор-1-диметиламінопропаном дає бензидамін (5). Будь ласка, зверніть увагу, що в цьому розділі є помилка: US3318905 стверджує, що нітрозопохідне відновлюється гідросульфітом натрію (дітіонітом натрію), а не гіпосульфітом натрію (тіосульфатом натрію), як показано на схемі вище та вказано в тексті.

Цікавий альтернативний синтез цієї речовини починається шляхом послідовної реакції N -бензиланіліну з фосгеном, а потім з азидом натрію з утворенням відповідного карбонілазиду. При нагріванні виділяється азот, і в результаті утворюється роздільна суміш продукту введення нітрену та бажаного кетоїндазолу. Остання реакція є продуктом типу перегрупування Курціуса з утворенням N-ізоціаната #, який потім циклізується. Алкілування енолу метоксидом натрію та 3-диметиламінопропілхлоридом дає бензидамін.
Альтернативно, використання хлорацетаміду на стадії алкілування з подальшим кислотним гідролізом дає натомість бендазак.

## Дослідження
Дослідження показують, що бензидамін має помітну антибактеріальну активність in vitro, а також проявляється синергізм у поєднанні з іншими антибіотиками, особливо тетрациклінами, проти стійких до антибіотиків штамів Золотистого стафілокока та Синьогнійної палички.
Він також має деяку канабіноїдну активність у щурів, але не був протестований на людях. Також передбачається, що він діє на рецептори 5-HT2A через його структурну схожість із серотоніном.